# Podbiałek
Podbiałek (Homogyne Cass.) – rodzaj roślin z rodziny astrowatych. Obejmuje trzy gatunki. Rośliny te występują na obszarach górskich w południowej i środkowej Europie – od Hiszpanii i Francji na zachodzie po Ukrainę, Rumunię i Bułgarię na wschodzie. Północna granica zasięgu biegnie przez Niemcy i Polskę. W Polsce występuje tylko jeden gatunek – podbiałek alpejski Homogyne alpina. Roślina ta bywa uprawiana jako ozdobna.

## Morfologia
PokrójWieloletnie rośliny zielne z nierozgałęzioną łodygą.
LiścieSkrętoległe, zimozielone, skórzaste, głównie odziomkowe, ogonkowe. Blaszka zaokrąglona do sercowatej, całobrzega lub ząbkowana, czasem klapowana, użyłkowana dłoniasto. Liście łodygowe nieliczne i mniejsze.
KwiatyZebrane w pojedynczy koszyczek rozwijający się na długiej szypule. Koszyczek walcowaty z listkami okrywy w jednym szeregu. Osadnik nagi. Korony kwiatów wszystkie rurkowate, fioletowe lub białe. Brzeżne kwiaty w koszyczkach są żeńskie (słupkowe), środkowe są obupłciowe.
OwoceNiełupki podługowate, żeberkowane i gładkie. Puch kielichowy w postaci licznych włosków białych lub brudnobiałych.

## Systematyka
Pozycja systematyczna
Rodzaj z podplemienia Tussilagininae z plemienia Senecioneae z podrodziny Asteroideae z rodziny astrowatych Asteraceae.
Wykaz gatunków
- Homogyne alpina (L.) Cass. – podbiałek alpejski
- Homogyne discolor Cass.
- Homogyne sylvestris (Scop.) Cass.